# 哈尔克德拉瓦尔
哈尔克德拉瓦尔，是西班牙阿拉贡自治区特鲁埃尔省的一个市镇。总面积29平方公里，总人口93人（2001年），人口密度3人/平方公里。